# Варасеу
Варасеу (рум. Varasău) — село у повіті Біхор в Румунії. Входить до складу комуни Брустурі.
Село розташоване на відстані 424 км на північний захід від Бухареста, 28 км на схід від Ораді, 109 км на північний захід від Клуж-Напоки.

## Населення
За даними перепису населення 2002 року у селі проживали 153 особи.
Національний склад населення села:
| Національність | Кількість осіб | Відсоток |
| -------------- | -------------- | -------- |
| словаки        | 76             | 49,7%    |
| румуни         | 58             | 37,9%    |
| угорці         | 18             | 11,8%    |

Рідною мовою назвали:
| Мова      | Кількість осіб | Відсоток |
| --------- | -------------- | -------- |
| словацька | 76             | 49,7%    |
| румунська | 60             | 39,2%    |
| угорська  | 17             | 11,1%    |